# Пахалина, Юлия Владимировна
Ю́лия Влади́мировна Паха́лина (род. 12 сентября 1977, Пенза) — российская прыгунья в воду. Олимпийская чемпионка, трёхкратная чемпионка мира, восьмикратная чемпионка Европы.
В 1994 году окончила Пензенскую среднюю школу № 28. В том же году ей было присвоено звание мастера спорта международного класса.
Окончила факультет физической культуры Пензенского государственного педагогического университета имени В. Г. Белинского.
Воспитанница Пензенской специализированной детско-юношеской школы олимпийского резерва по прыжкам в воду. Тренировалась у своего отца, заслуженного тренера России Владимира Пахалина. В 1993 году в Лондоне она стала чемпионкой мира в прыжках с метрового и серебряным призёром — с трёхметрового трамплина. В 1992 она завоевала серебряную медаль на чемпионате Европы среди девушек, а в 1995 году — среди взрослых. В 1995, 1996 и 1997 годах, Пахалина была обладательницей Кубка Европы. В 1998 она победила на Играх доброй воли в США. В 1998 году после триумфального выступления Пахалиной на чемпионате мира ей присвоили звание заслуженного мастера спорта Российской Федерации. Выиграла золотую медаль на чемпионате мира в прыжках с трёхметрового трамплина и синхронных прыжках в 1998 году в Австралии. Через два года там же, в Австралии, Юлия выиграла Кубок мира, а затем стала чемпионкой XXVII летних Олимпийских игр в Сиднее. В 2004 году на XXVIII летних Олимпийских играх в Афинах Юлия Пахалина завоевала серебряную и бронзовую медали, а 4 года спустя в Пекине сделала серебряный дубль.
На чемпионате мира в Риме в 2009 году завоевала золотую награду на однометровом трамплине.
В 2002 году Юлия переехала из Пензы в американский город Хьюстон на постоянное место жительства. Там она и познакомилась со своим будущим мужем Анваром. Свадьбу молодые сыграли в 2006 году. 3 мая 2010 года 32-летняя спортсменка родила малышку весом 3 килограмма 400 граммов. Девочку решили назвать Софьей.

## Награды
- Орден Почёта — За большой вклад в развитие физической культуры и спорта и высокие спортивные достижения на Играх XXVII Олимпиады 2000 года в Сиднее (2001)[2]
- Орден Дружбы — За большой вклад в развитие физической культуры и спорта и высокие спортивные достижения  (2006)[3]
- Медаль Ордена «За заслуги перед Отечеством» II степени — За большой вклад в развитие физической культуры и спорта, высокие спортивные достижения на Играх XXIX Олимпиады 2008 года в Пекине (2009)[4]
- Заслуженный мастер спорта России